# Ниша
Ниша (на френски: niche; на италиански: nicchia) е архитектурен елемент, вдлъбнатина в стена на сграда за поставяне на статуя, ваза и т.н.
Полукръглите ниши се наричат екседри (на гръцки: exédra).
Намират широко приложение в култови съоръжения от различни религии.